# The Go!! Show
The Go!! Show fu un programma televisivo australiano, a carattere musicale, trasmesso da ATV0 Melbourne tra il 1964 e il 1967, e registrato negli studi televisivi ATV0 di Burwood.
Nel corso degli anni la trasmissione ha avuto tre conduttori: Alan Field, Ian Turpie e Johnny Young.